# Église Saint-Caprais d'Arcizac-ez-Angles
L'église Saint-Caprais d'Arcizac-ez-Angles est une église catholique située à  Arcizac-ez-Angles, dans le département français des Hautes-Pyrénées en France.

## Localisation
Elle se situe au centre du village.

## Historique
L’église Saint-Caprais (ancien évêque d’Agen), avec son clocher-mur du XVIIIe siècle, est couverte d'ardoise et possède une fenêtre romane près de l'entrée.
À l'intérieur, sa nef unique et ses deux chapelles latérales à chevet plat ont été redorées en 1864.

## Architecture
Elle abrite un retable sur fond bleu ciel du XVIIIe siècle (vers 1770). On l'attribue, avec l'autel à la romaine, à l’atelier Dominique Ferrère. Il représente saint Caprais encadré par deux saints et quatre colonnes en imitation faux marbre. Un petit dôme recouvre la partie centrale.
A noter les drapés des anges adorateurs, de part et d’autre du tabernacle, sculpté en 1737, par Cazaux d’Asté.

## Galerie de photos

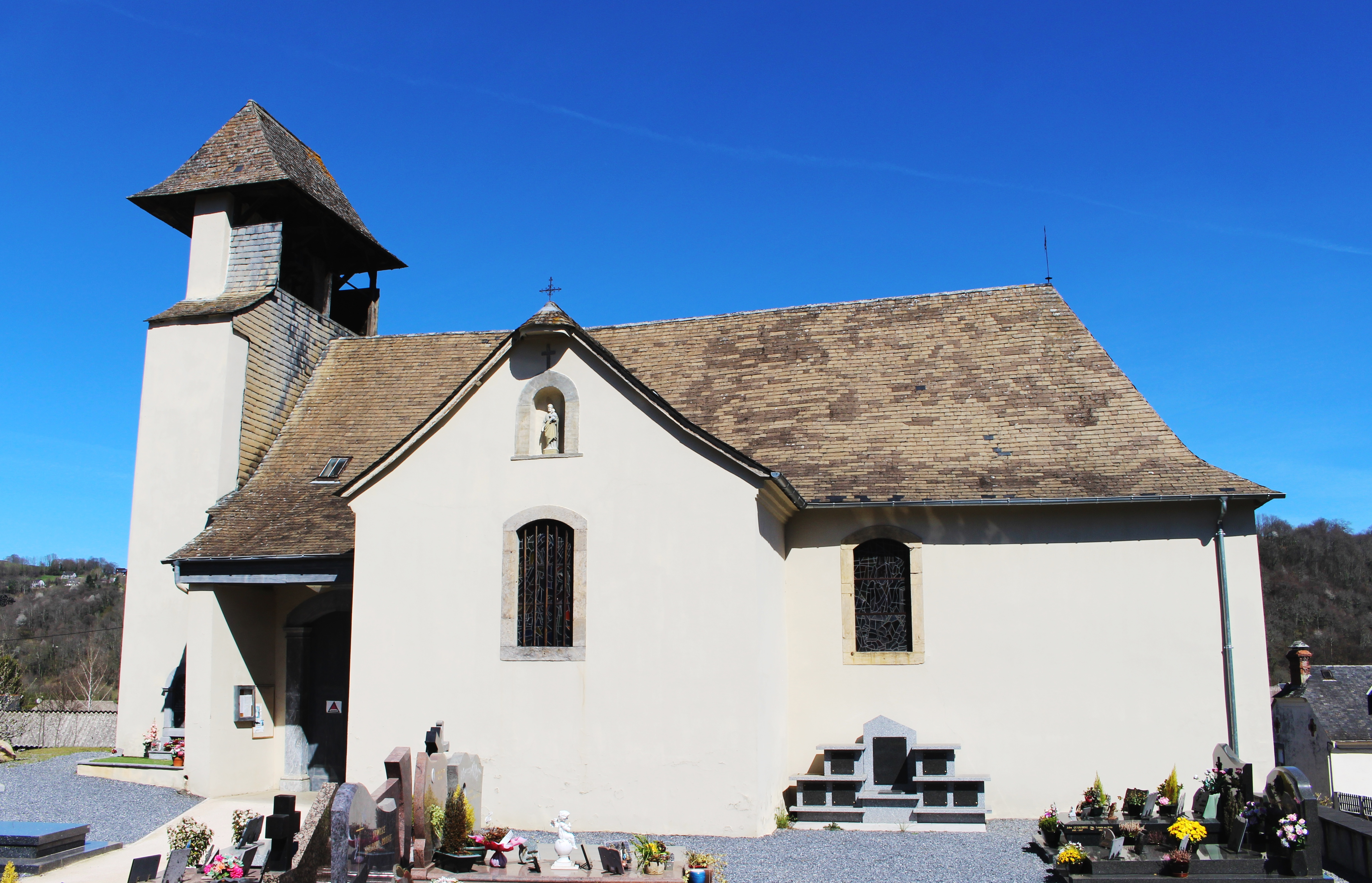
Vue générale.
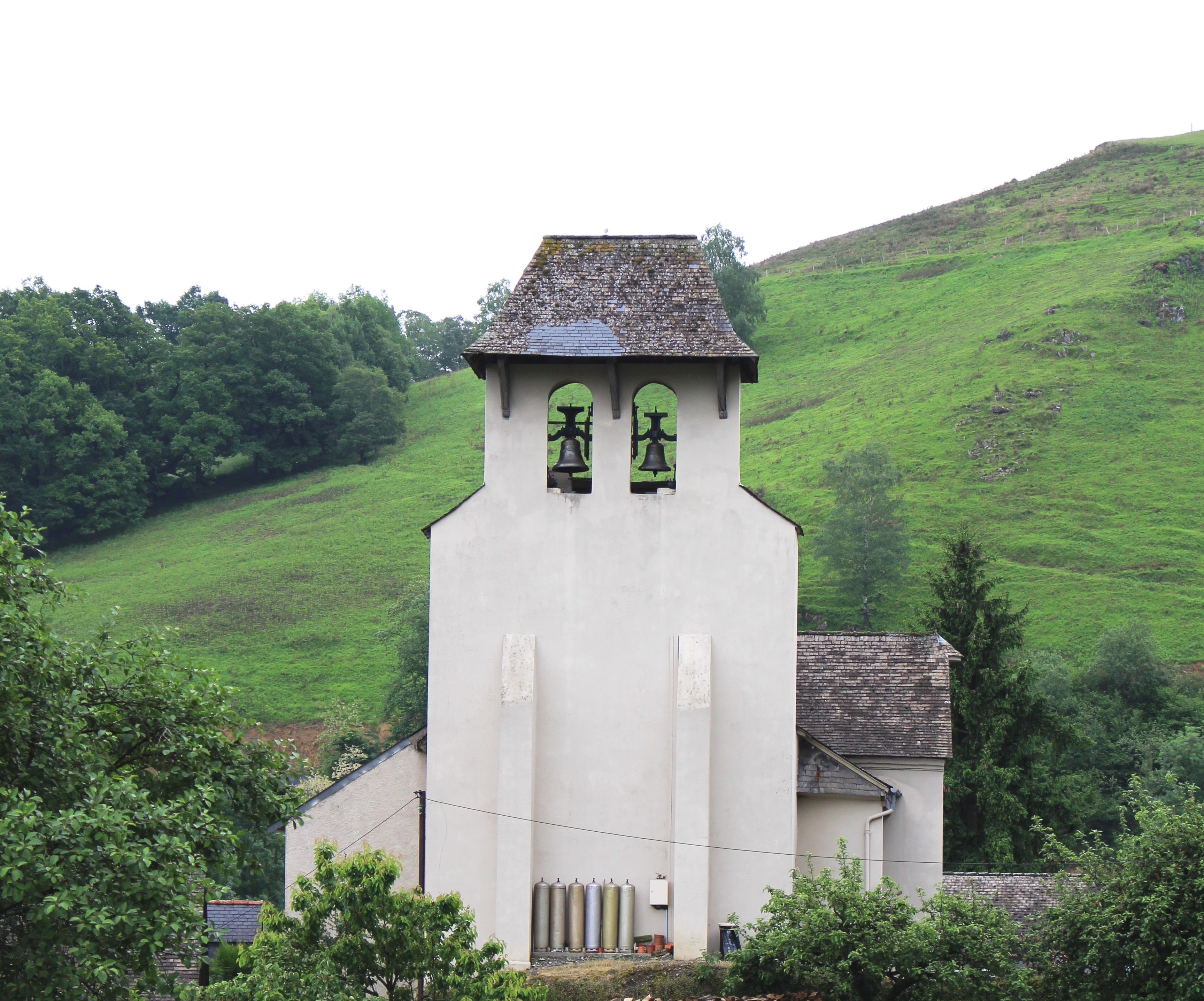
Clocher.
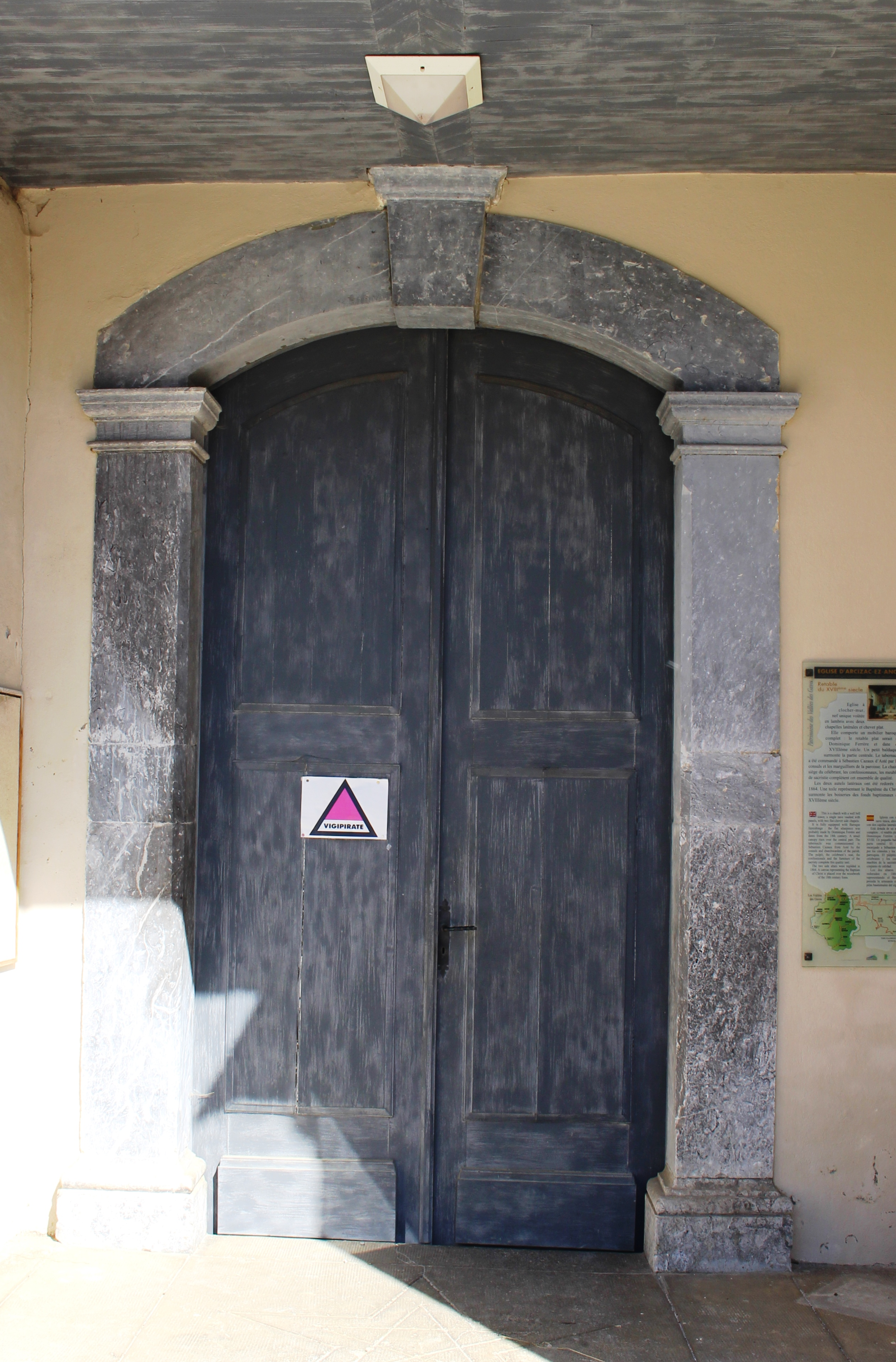
Entrée.